# Ломоватка (приток Луганки)
Ломоватка — река в Луганской области Украины, правый приток реки Луганки (бассейн Северского Донца).

## Общие сведения
В отличие от малых рек Причерноморской низменности берёт начало на возвышенности (Донецкий кряж) и в силу этого обладает повышенной водностью. Среднегодовой модуль стока Ломоватки возле города Алмазная достигает 3,22 л/(с×км²) при годовых колебаниях от 0,84 до 6,75 л/(с×км²).

## География
Берёт начало в местности между населёнными пунктами Южная Ломоватка, Червоный Прапор и Ломоватка.

### Населённые пункты
- Южная Ломоватка
- Ломоватка
- Анновка
- Калиново (устье на Луганке в черте посёлка)